# Ballerina (kaka)

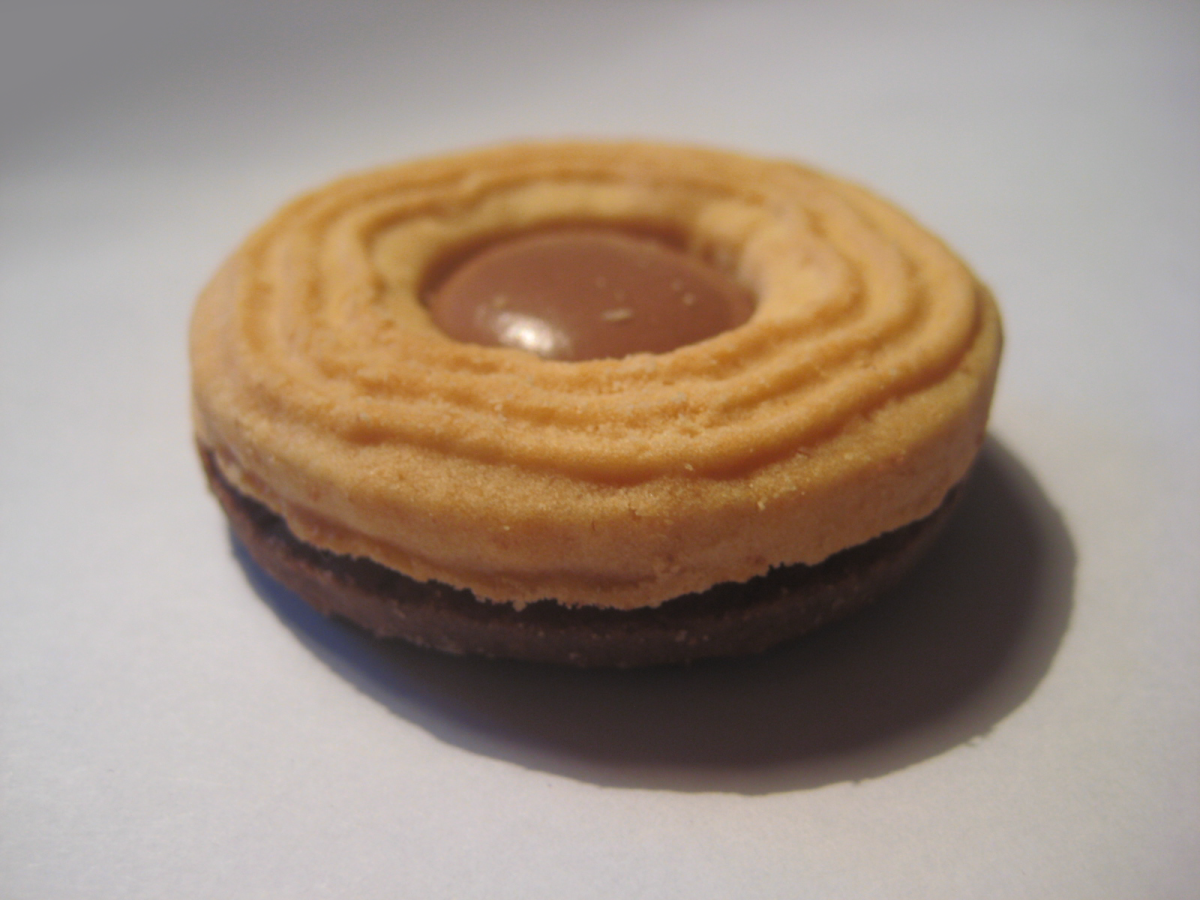
Ballerina.

Ballerina är en kaka bestående av kex med nougatfyllning som tillverkas av Göteborgs Kex. Ballerina har producerats sedan 1963.
I augusti 2005 inledde Göteborgs Kex en dokusåpainspirerad reklamkampanj med Harald Treutiger, "Ballerinavalet 2005", som visades på TV, där allmänheten fick rösta på vilken av smakerna Bananchoklad och Toffee som skulle finnas kvar i sortimentet. 100 000 personer deltog i omröstningen, som vanns av Toffee. Göteborgs Kex fortsatte dock att producera och sälja bananchoklad-paket i livsmedelsaffärer.

## Varianter
Varianter som finns eller funnits.
- Ballerina apelsinchoklad med crisp [2]
- Ballerina chokladboll (2018[3]–)
- Ballerina choko [4]
- Ballerina fylld cookie – choko [4]
- Ballerina fylld cookie – original [4]
- Ballerina kladdkaka [4]
- Ballerina kladdkaka vanilj [4]
- Ballerina marängsviss [4]
- Ballerina minimuffins
- Ballerina mintchoklad [4]
- Ballerina mjölkchoklad [4]
- Ballerina Mumsbit original [4]
- Ballerina Mumsbit mjölkchoklad [4]
- Ballerina Mörk Choko[5]
- Ballerina (original) [4]
- Ballerina pepparkaka [4] (säljs under vintertid)
- Ballerina strössel[4]
- Ballerina toffee [4]
- Ballerina Kanelbulle[4]
- Ballerina Peanut[6]
- Ballerina Salted Caramel
- Ballerina Salt Vanilj[7]